# Bukovje v Babni Gori
Bukovje v Babni Gori je naselje v Občini Šmarje pri Jelšah.